# Jacky Bonnevay
Jacques Bonnevay, detto Jacky (Le Coteau, 1º giugno 1961), è un allenatore di calcio ed ex calciatore francese, di ruolo difensore.